# David Mulford
David Campbell Mulford (nacido en junio de 1937) fue el Embajador de los Estados Unidos a la India del 23 de enero de 2004 hasta febrero de 2009. Actualmente es un distinguido visitante en la Hoover Institution, que se centra en la investigación y  las actividades relacionadas con la integración económica global, incluidos los entornos legales y políticos de los acuerdos comerciales y su gestión. También concentra sus esfuerzos en el crecimiento económico en el subcontinente indio y la tendencia del retroceso de la globalización en las economías desarrolladas.

## Biografía
Mulford nació en Rockford, Illinois. Consiguió su licenciatura en la Universidad de Lawrence en 1959, un máster en la Universidad de Boston en 1962, y un doctorado en filosofía en la Universidad de Oxford en 1966.
Antes de su puesto en el gobierno fue director ejecutivo y director de finanzas internacionales en White Weld & Co.